# Calixt III. (Papst)

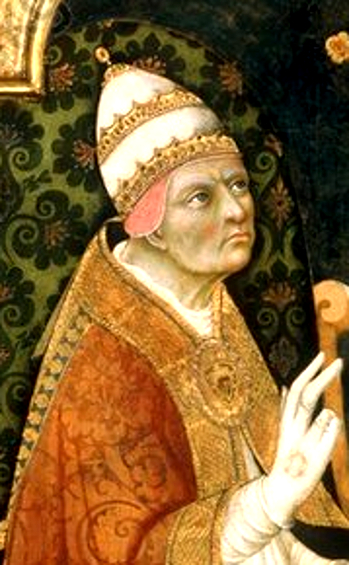
Papst Callistus III. (Ausschnitt eines Gemäldes von Sano di Pietro, 1455)

Calixt III. (lateinisch Callistus oder Calixtus, deutsch auch Kalixt III.; * 31. Dezember 1378 in Canals bei Xàtiva, Königreich Valencia; † 6. August 1458 in Rom), ursprünglicher Name Alonso de Borja, italianisiert Alfonso Borgia, war ein spanischer Geistlicher und vom 8. April 1455 bis zu seinem Tod Papst der katholischen Kirche. Er stammte aus dem spanischen Adelsgeschlecht der Borgia.

## Leben und kirchliche Laufbahn

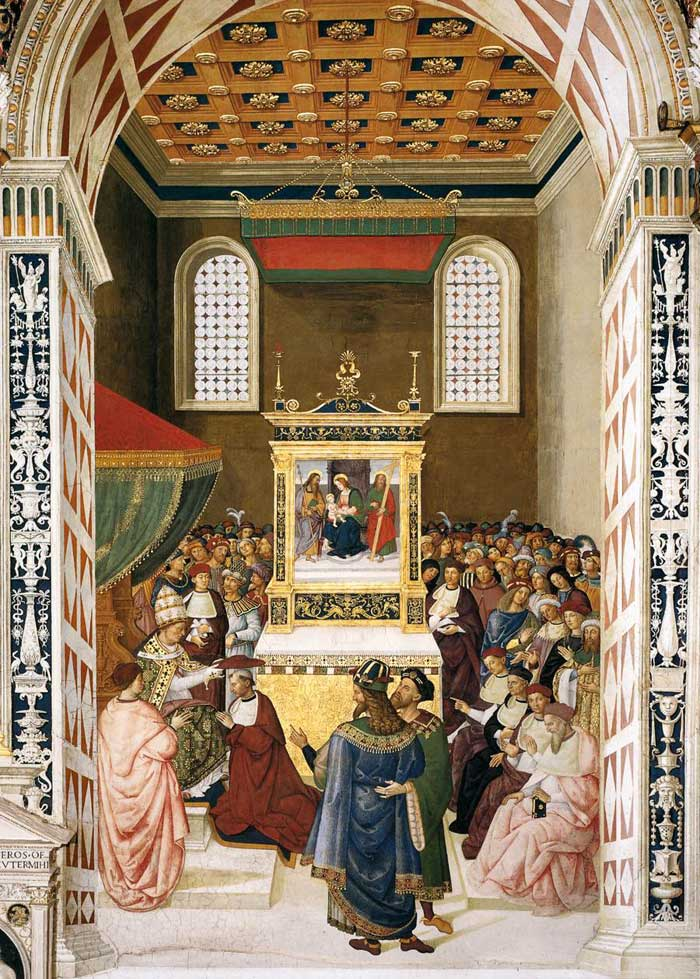
Calixt III. erhebt Enea Silvio Piccolomini zum Kardinal (Fresko von Pinturicchio)

Er wurde als Sohn von Juan Domingo de Borja und Francina Llançol in Xàtiva, einem Ort in València, geboren. Alonso stammte aus dem spanischen Geschlecht der Borja, das dem niederen Landadel angehörte und im Laufe der Zeit verschiedene Führungspositionen in Valencia eingenommen hatte. Seine Schwester war Isabella de Borja y Llançol, die mit Jofré de Borja y Escrivà (Jofré de Borja) verheiratet wurde und Mutter des späteren Papstes Alexander VI. war. Er studierte zunächst kanonisches Recht in Lleida und begann 1408 seine kirchliche Laufbahn. 1411 wurde er zum Kanoniker an der Kathedrale von Lleida ernannt – ein Amt, für das der Familie Borja offensichtlich ein Vorschlagsrecht zustand. Um diese Zeit prophezeite der dominikanische Bußprediger Vicente Ferrer dem jungen Kleriker, dass er einmal Papst werden würde. Alonso, der einen hervorragenden Ruf als Kenner des kanonischen Rechts genoss, wurde zunächst vom Gegenpapst Benedikt XIII. als Berater an seinen Hof gerufen. Benedikt war einer von damals drei rivalisierenden Päpsten, die allerdings durch das Konzil von Konstanz enthoben und durch den 1417 neugewählten Martin V. ersetzt wurden. Alonso trat deshalb in die Dienste des Königs von Aragón, Alfons V. Dort fiel ihm vor allem die Aufgabe zu, in den Verhandlungen mit der Kurie die Interessen des Königs durchzusetzen. So verlangte Alfons für die Einstellung seiner Unterstützung der Gegenpäpste (Clemens VIII. und Benedikt XIII. hatten sich geweigert, zurückzutreten) zahlreiche Zugeständnisse. Alfons konnte durch den Einsatz des versierten Juristen die Durchsetzung seiner Ansprüche beim Papst erreichen; Clemens, dem Alonso die Botschaft persönlich überbracht hatte, trat daraufhin zurück.
Auf Fürsprache des Königs wurde Alonso 1429 zum Bischof von Valencia erhoben; wie damals üblich, musste der neue Bischof dem König die Würde finanziell ablösen.
Für Alfons, der den Thron von Neapel zu usurpieren gedachte (das Königreich Neapel war ein päpstliches Lehen) und die französischen Anjou vertrieben hatte, verhandelte Alonso mit dem Papst, mittlerweile Eugen IV., und erreichte 1439 einen Waffenstillstand mit Rom. Alonso führte sowohl im Auftrag des Königs die Verhandlungen mit dem örtlichen Adel um die Anerkennung der neuen Herrschaft als auch 1443 mit dem Papst, der schließlich die Herrschaft Alfons’ über Neapel anerkannte; im Gegenzug entzog der König dem Konzil von Basel – Sammelpunkt der innerkirchlichen Opposition gegen den Papst – seine Unterstützung.
Als Anerkennung für seine Dienste erreichte Alfons 1444 die Verleihung der Kardinalswürde (Titelkirche: Santi Quattro Coronati), die er als Bischof von Valencia erhielt. Entsprechend den Sitten der Zeit begann er nun, die Karriere zweier Neffen zu fördern, dabei handelte es sich um die Söhne seiner Schwester Isabel, Rodrigo de Borja und Pedro Luis de Borja. Ersteren holte er 1449 zu sich nach Rom.
Unter dem 1447 zum Papst gewählten Humanisten Tommaso Parentucelli, der den Namen Nikolaus V. annahm, kam es in Italien zu weitreichenden Veränderungen: die Sforza bestiegen den mailändischen Herzogsthron (Francesco Sforza war einer der Condottiere Alfons’ in Neapel gewesen) und mit dem Fall Konstantinopels am 29. Mai 1453 gewann die Kreuzzugsidee neue Bedeutung.
Nach dem Tod Nikolaus’ V. 1455 standen sich im Konklave, das am 4. April des Jahres begann und an dem 15 Kardinäle teilnahmen – so wenige wie danach nie mehr –, die Fraktionen der Colonna und der Orsini gegenüber. Doch keine der beiden Seiten war imstande, ihren Favoriten durchzusetzen. Der zunächst als Kompromisskandidat eingeführte Kardinal Bessarion scheiterte, damit schlug die Stunde des mittlerweile 76-jährigen Katalanen. Alt und von untadeligem Ruf, dazu ein versierter Jurist, schien der Kardinal von Valencia keine ernsthafte Bedrohung der herrschenden Interessen zu sein. Am 8. April 1455 erfüllte sich die Prophezeiung Ferrers und Alonso wurde gewählt. Der Grund der Namenswahl war zweideutig: Es könnte ein Eigenlob sein (griech. Kallistos, der Schönste, Glänzende) oder auch eine Anspielung auf den Santo Cáliz, den in Valencia verehrten Abendmahlskelch Jesu („Heiliger Gral“).

## Pontifikat
Sein Pontifikat stand im Zeichen des Kampfes gegen das Osmanische Reich, das das Abendland militärisch zunehmend bedrohte. In einer päpstlichen Bulle rief er kurz nach seinem Amtsantritt 1455 zu einem gemeinsamen Krieg der christlichen Mächte Europas auf. Calixt ordnete am 29. Juni 1456 ebenfalls in einer Bulle an, dass eine oder mehrere Kirchenglocken mittags durch ihr Geläut die Gläubigen dazu aufrufen sollten, für einen Sieg der Ungarn unter ihrem Anführer Johann Hunyadi über die Türken zu beten (im Volksmund „Türkenläuten“ genannt). Damit war das Mittagsläuten, das bis heute erfolgt, eingeführt.
Zunächst erwartete man von dem greisen Katalanen, der in der Tradition der Reconquista, der Rückeroberung der iberischen Halbinsel von den Mauren, stand, einen frommen Pontifikat ohne Nepotismus. Seine anfängliche Zurückhaltung in dieser Hinsicht gab Calixt 1456 auf. Im Februar 1456 ernannte er seine Neffen Rodrigo de Borja und Luis Juan de Milà zu Kardinälen. Als sich immer deutlicher zeigte, dass Calixt III. vor allem Verwandte und katalanische Landsleute förderte, wurde der ohnehin wenig volksnahe Spanier in Rom unbeliebt. Rodrigo wurde bereits 1457 zum Vizekanzler der Kurie ernannt – ein Amt auf Lebenszeit, das als das wichtigste nach dem Papst und als das einträglichste der Kurie galt. Dazu wurde er zum Hauptmann der päpstlichen Truppen bestellt, während Pedro Luis das Kommando der Engelsburg und zahlreiche kirchliche Lehen erhielt.
Bald geriet Calixt in einen Konflikt mit seinem früheren Förderer, dem König von Aragón, der als Alfons I. auch den Thron von Neapel innehatte. Während die Auseinandersetzungen eskalierten, sah der Papst im neapolitanischen König das Haupthindernis für sein größtes Anliegen, nämlich die Rückeroberung Konstantinopels und einen neuen Kreuzzug. Der König drohte dem Papst mit einem Konzil zu seiner Absetzung und der Papst mit dem Entzug des kirchlichen Lehens Neapel. Als Alfons auf dem Höhepunkt der Auseinandersetzungen am 27. Juni 1458 starb, verweigerte Calixt dessen Sohn Ferrante (dem späteren König Ferdinand I.) die Krone und zog das Lehen ein. Sein Neffe Pedro Luis wurde mit den Vikariaten von Terracina und Benevent belehnt, die bislang der verstorbene König innegehabt hatte, dazu wurde er mit der Führung der Truppen im Krieg gegen die Aragonesen betraut – das Königreich Neapel sollte, so Calixt’ Absicht, seiner Familie zufallen. Rodrigo, als Alexander VI. später selbst Papst, sollte diese Idee für seinen Sohn Cesare Borgia neuerlich aufgreifen.
Als Calixt Ende Juli schwer erkrankte, stürzte das Machtgefüge der Borgia zusammen: Pedro Luis musste die Engelsburg übergeben, während die Orsini ihre verlorenen Kastelle zurückeroberten. Am 6. August 1458 starb Calixtus in Rom.
Während seines Pontifikats veranlasste Calixt eine Revision des Prozesses gegen Jeanne d’Arc, in deren Verlauf sie rehabilitiert wurde, und sprach den Dominikaner Vicente Ferrer heilig, der ihm einst die Papstkrone vorhergesagt hatte.
Calixt III. stand der humanistischen Bewegung an der Kurie fern und interessierte sich nur wenig für Künste und Wissenschaften.

## Grabstätte
Calixt III. wurde zunächst in der Kapelle Santa Maria della febbre neben der Basilika Alt St. Peter beigesetzt. Bedingt durch den Neubau des Petersdoms überführte man ihn und seinen Neffen Alexander VI. 1610 in die römische Kirche Santa Maria di Montserrato. Dort ruhten die Gebeine über 300 Jahre lang in einer Bleikiste und wurden in Santa Maria di Montserrato erst 1889 nach dem Bau eines Monuments in einem Doppelgrabmal beigesetzt.

## Bewertung
Calixt III. war nicht nur ein hervorragender Jurist, sondern auch den Glaubensanliegen verpflichtet, wie sein Engagement in Sachen Konstantinopel beweist. Er führte ein einfaches Leben, war jeder Prunksucht abgeneigt, hielt eine einfache Tafel und hatte keine Affären – und auch keine Kinder, was ihn aus der Vielzahl geistlicher Würdenträger der damaligen Zeit heraushob. Dies alles war auch ausschlaggebend für seine Wahl, dazu war er bereits alt. Auch hatte er als Kardinal seine Verwandten nicht mehr als üblich gefördert, was sich aber während seines Pontifikats änderte.
Den gewählten Päpsten wurde zugestanden, zumindest einen Verwandten zum Kardinal zu erheben und auch die Belehnung von Verwandten mit kirchlichen Lehen und die Vergabe von einträglichen Pfründen war durchaus üblich und wurde akzeptiert. Da er bis zu seiner Papstwahl keinerlei Anzeichen der damals üblichen Macht- und Geldgier gezeigt hatte, meinte man, Alonso werde seine Zurückhaltung auch als Papst beibehalten.
Tatsächlich enthielt sich Calixt weiterhin aller Affären oder eines aufwendigen Lebenswandels, nicht jedoch des Nepotismus. Auch seine Vorgänger – etwa Bonifatius VIII., der seine zahlreiche Verwandtschaft mit einer Vielzahl von Lehen bedacht hatte – huldigten diesem Prinzip, doch keiner tat es so aggressiv wie Calixt. Kleinere erbliche Güter den Verwandten zukommen zu lassen, war durchaus verbreiteter Brauch. Zum ersten Mal aber waren unter Calixt die Bestrebungen des Papsttums darauf ausgerichtet, einem Papstnepoten ein über eine Grafschaft hinausreichendes Herrschaftsgebiet (in diesem Falle das Königreich Neapel) zu verschaffen. Mit dem Jahr 1458 begann eine Phase des Nepotismus, die man als territorialen Nepotismus bezeichnen kann. Für alle nach ihm folgenden Päpste waren die Mauern des Anstandes und der Selbstbeschränkung eingerissen. Sie schreckten in Zukunft auch nicht vor Mord oder Kriegen für die Güter ihrer Nepoten zurück.